# مارین واکت
مارین واکت (فرانسوی: Marine Vacth‎؛ زادهٔ ۹ آوریل ۱۹۹۱) یک هنرپیشه و مدل اهل فرانسه است. وی از سال ۲۰۱۱ میلادی تاکنون مشغول فعالیت بوده‌است.
از فیلم‌ها یا برنامه‌های تلویزیونی که وی در آن نقش داشته است می‌توان به جوان و زیبا، عاشق دوگانه و نوامبر اشاره کرد.